# Ciclismo ai Giochi della I Olimpiade - Cronometro su pista
La gara di cronometro su pista dei Giochi della I Olimpiade fu uno dei cinque eventi sportivi, riguardanti il ciclismo, dei primi Giochi olimpici moderni, tenutosi ad Atene, in Grecia, l'11 aprile 1896.

## La gara
La prima gara di cronometro nel ciclismo fu la sola che era lunga 1⁄3 km, equivalente ad un giro di pista; quando la disciplina ritornò a far parte del programma olimpico, nei Giochi di Amsterdam 1928, si tenne sulla distanza di 1 chilometro.
L'evento si svolse nel velodromo Neo Phaliron. Parteciparono otto ciclisti alla competizione, provenienti da cinque nazioni. Il francese Masson vinse la sua terza gara del giorno, con Schmal e Nikopoulos che gareggiavano per il secondo posto; dopo aver terminato la gara regolare con lo stesso tempo (26"0), i due presero parte ad uno spareggio, analogo all'evento precedente, dal quale il greco Nikopoulos ebbe la meglio, con 25"4 contro i 26"6 di Schmal.

## Risultati

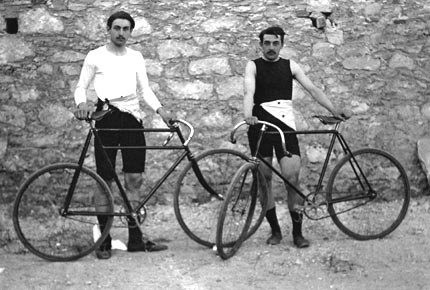
I due ciclisti francesi Paul Masson (vincitore della gara di cronometro) e Léon Flameng

### Gara regolare
| Piazz. | Nazione     | Atleta                | Tempo |
| ------ | ----------- | --------------------- | ----- |
|        | Francia     | Paul Masson           | 24"0  |
| 2      | Grecia      | Stamatīs Nikolopoulos | 26"0  |
| 2      | Austria     | Adolf Schmal          | 26"0  |
| 4      | Regno Unito | Edward Battel         | 26"2  |
| 5      | Regno Unito | Frederick Keeping     | 27"0  |
| 5      | Germania    | Theodor Leupolt       | 27"0  |
| 5      | Francia     | Léon Flameng          | 27"0  |
| 8      | Germania    | Joseph Rosemeyer      | 27"2  |

### Spareggio
| Piazz. | Nazione | Atleta                | Tempo |
| ------ | ------- | --------------------- | ----- |
|        | Grecia  | Stamatīs Nikolopoulos | 25"4  |
|        | Austria | Adolf Schmal          | 26"6  |